# Sin límite (álbum de Magnate & Valentino)
Sin Límite es el segundo álbum de estudio del dúo de reguetón puertorriqueño Magnate & Valentino. Fue publicado el 14 de septiembre de 2004 a través del sello independiente VI Music y siendo distribuido por Universal Music Group de manera internacional. Contiene las colaboraciones de Don Omar, Glory y Mario VI, mientras que la mayoría de la producción estuvo a cargo de Eliel Lind Osorio.
En 2006, fue publicado una reedición bajo la serie Roots of Reggaeton, a través de la subsidiaria Machete Music.

## Lista de canciones
- Adaptados desde AllMusic.[4]

| N.º   | Título                                  | Compositor(es)                                                                          | Duración |  |
| 1.    | «Intro»                                 | Mario Rivera                                                                            | 0:54     |  |
| 2.    | «Ahí voy yo»                            | Alex Gárgolas / Miguel Márquez / Mario Rivera                                           | 3:07     |  |
| 3.    | «Tu amante»                             | Alex Gárgolas / Peter González / Miguel Márquez / Ramon Oliveira Mustafa / Mario Rivera | 3:48     |  |
| 4.    | «Dile a ella» (con Don Omar)            | Eliel Lind / Mario Rivera / William Landron Rivera                                      | 4:37     |  |
| 5.    | «Bésame»                                | Miguel Márquez / Mario Rivera                                                           | 3:15     |  |
| 6.    | «Ya lo sé»                              | Eliel Lind / Ramon Oliveira Mustafa / Edith Márquez / Alex Quiles / Mario Rivera        | 3:46     |  |
| 7.    | «Entre tú y yo» (con Glory)             | Alex Gárgolas / Miguel Márquez / Mario Rivera                                           | 2:08     |  |
| 8.    | «Fiera callada»                         | Héctor Delgado / Alex Gárgolas / Miguel Márquez / Ramon Oliveira Mustafa / Mario Rivera | 3:44     |  |
| 9.    | «La soledad»                            | Alex Gárgolas / Miguel Márquez / Mario Rivera                                           | 3:41     |  |
| 10.   | «Punto y coma»                          | Miguel Márquez / Mario Rivera                                                           | 3:36     |  |
| 11.   | «Métele Dembow» (con Mario VI)          | Miguel Márquez / Mario Rivera                                                           | 3:34     |  |
| 12.   | «Amanécete conmigo»                     | Miguel Márquez / Ramon Oliveira Mustafa / Mario Rivera                                  | 3:15     |  |
| 13.   | «Te encontré»                           | Ximena Muñoz / Julia Sierra                                                             | 3:15     |  |
| 14.   | «Vuelve a mí»                           | Alejandro Montalbán                                                                     | 3:38     |  |
| 15.   | «Si tú no estás»                        | Alejandro Monroy / Claudio Villa                                                        | 4:11     |  |
| 16.   | «Amanécete conmigo» (Versión dancehall) | Miguel Márquez / Ramon Oliveira Mustafa / Mario Rivera                                  | 3:32     |  |
| 57:26 |                                         |                                                                                         |          |  |

## Créditos y personal
- Magnate & Valentino – Artista principal, composición.
- Eduardo Reyes – A&R, arreglos, grabación, producción.
- Mario VI – Arreglos, artista invitado, composición.
- Julián Navarro – Arreglos.
- Eliel – Composición, producción.
- Alejandro Monroy – Composición.
- Julia Sierra – Composición.
- Laura Rey – Coros
- Jaime Vives – Diseño gráfico.
- Tony Rijos – Guitarra.
- Esteban Piñeiro – Masterización.
- Don Omar – Artista invitado, composición.
- Glory – Artista invitada, composición.

## Posicionamiento en listas
| Listas (2004)                     | Mejor posición |
| --------------------------------- | -------------- |
| Estados Unidos (Top Latin Albums) | 22             |
| Estados Unidos (Top Heatseekers)  | 48             |
| Estados Unidos (Tropical Albums)  | 6              |

## Historial de lanzamiento
| Región      | Fecha                 | Formato                           | Edición   | Discográfica                     | Ref.  |
| ----------- | --------------------- | --------------------------------- | --------- | -------------------------------- | ----- |
| Puerto Rico | 17 de agosto de 2004  | Descarga digital · Disco compacto | Estándar  | VI Music · Universal Music Group | [ 1 ] |
| Mundo       | 24 de octubre de 2006 | Descarga digital · Disco compacto | Reedición | VI Music · Machete Music         | [ 3 ] |